# Jer

Měkký jer

Tvrdý jer

Jer (plurál jery) je jméno dvou praslovanských velmi krátkých samohlásek a dvou písmen, tzv. měkkého jeru ь a tvrdého jeru ъ. Původní krátké hlásky v jednotlivých slovanských jazycích během středověku buď zanikly nebo se přeměnily na plnohodnotné samohlásky. Písmena se zachovala jako měkký znak a tvrdý znak v cyrilici (azbuce) s funkcí podobou diakritickému znaménku. 

## Historické jery
Jery byly redukované (ultrakrátké) samohlásky, které existovaly v praslovanštině (včetně staroslověnštiny, která vznikla jako nářečí praslovanštiny a vyvinula se ve svébytný jazyk). Původní výslovnost tvrdého jeru ъ byla redukované u (= *[ŭ]) a měkkého jeru ь redukované i (= *[ĭ]).

## Vývoj (vokalizace a zánik) jerů
Vývoj jerů, k němuž dochází v 10.–13. století, popisuje tzv. Havlíkovo pravidlo, podle něhož v souvislé řadě slabik obsahujících jery v lichých, tzv. slabých pozicích (počítáno od konce slova) zanikaly a v sudých se vokalizovaly (změnily na krátkou samohlásku). V různých jazycích se jery změnily na různé samohlásky (v češtině se oba jery vokalizovaly jako e, např. praslovanské dьnь dalo české den, ale srbochorvatské dan apod.). Tzv. pohyblivé e v češtině je většinou právě výsledkem vokalizace sudého (silného) jeru (např. pes, pØsa atd.).
V srbštině byly jery odstraněny reformou Vuka Karadžiće, který tehdejší cyrilici obral o ta písmena, která byla již archaická, málo používaná a pokud ano, tak pouze v církvi. V Rusku došlo k transformaci jerů později, a to během komunistické reformy jazyka, kdy byl ustanoven měkký a tvrdý znak. V bulharštině zůstal znak, který se do latinky přepisuje jako „ǎ“ (ъ).

## Jery v současnosti
Ve slovanských jazycích, které používají cyrilici (azbuku), se jery zachovaly jako tzv. měkký znak (ь, též malý jer, jeř, rusky мягкий знак (mjagkij znak)) a tvrdý znak (ъ, též velký jer, rusky твёрдый знак (tvjordyj znak)). Jejich fonetická platnost se však v jednotlivých jazycích liší. V ruštině neoznačují samostatnou hlásku, ale měkký znak měkčí předchozí souhlásku a tvrdý znak naopak brání jejímu měkčení, resp. splynutí s následující jotovanou samohláskou.